# شاورية أزالية الأزهار
شاورية أزالية الأزهار (الاسم العلمي:Schaueria azaleiflora) هي نوع من النباتات يتبع جنس الشاورية من الفصيلة الأقنتية.